# Еклисиология
Еклисиологията или още в някои източници на български (pravoslavieto.com) еклезиология (на гръцки: ἐκκλησία – църква и на гръцки: λόγος – знание) е отрасъл на християнското богословие изучаващ природата и свойствата на Църквата.
Еклисиологията е раздел на догматическото богословие с предмет отците на Църквата.